# Horní Halže
Horní Halže (německy Oberhals) je malá vesnice, část obce Měděnec v okrese Chomutov v Ústeckém kraji. Nachází se v Krušných horách v nadmořské výšce okolo 880 metrů, asi 2,5 kilometru západně od Měděnce. Zástavba je rozmístěna podél silnice II/223. Vznik vesnice v patnáctém století je spojen s těžbou a zpracováním železné rudy a mědi. Po přestávce způsobené třicetiletou válkou těžba v malé míře pokračovala až do devatenáctého století. Po uzavření dolů se náhradním zdrojem obživy stala práce v lese. Ve dvacátém století přišla vesnice o téměř všechny obyvatele a stala se rekreačním střediskem. Horní Halže je také název katastrálního území o rozloze 3,44 km². V katastrálním území Horní Halže leží i Dolní Halže.

## Název
Název vesnice je odvozen z německého jména Hals, které v překladu znamená krk, hrdlo nebo šíje a vesnice ho dostávaly podle polohy na dlouhé, úzké vyvýšenině. V patnáctém století tvořily s Dolní Halží jedinou vesnici, ale v dalším století byly zmiňovány odděleně. V historických pramenech se jméno vesnice objevuje ve tvarech: Gyessen, halzie (1431), ves halzie (1481), Halsß (1545), vsi horzeyssi a doleyssy, kteréž slovou hrdlo jinak hals (1577), horzeyssj halssy (1602), Oberhalß (1628), Uberhals (1654) nebo Ober Hals (1787).

## Historie

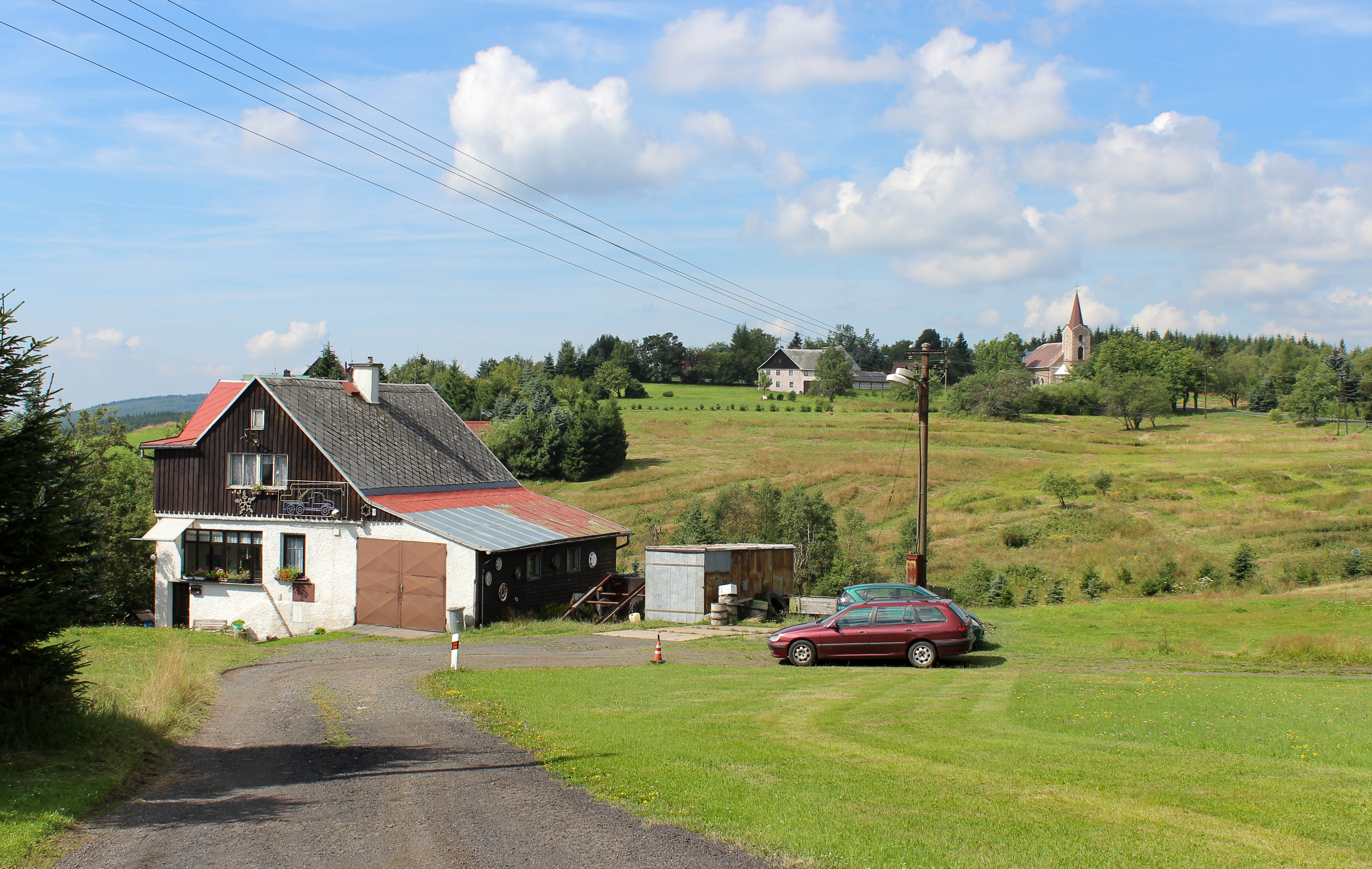
Pohled od východu

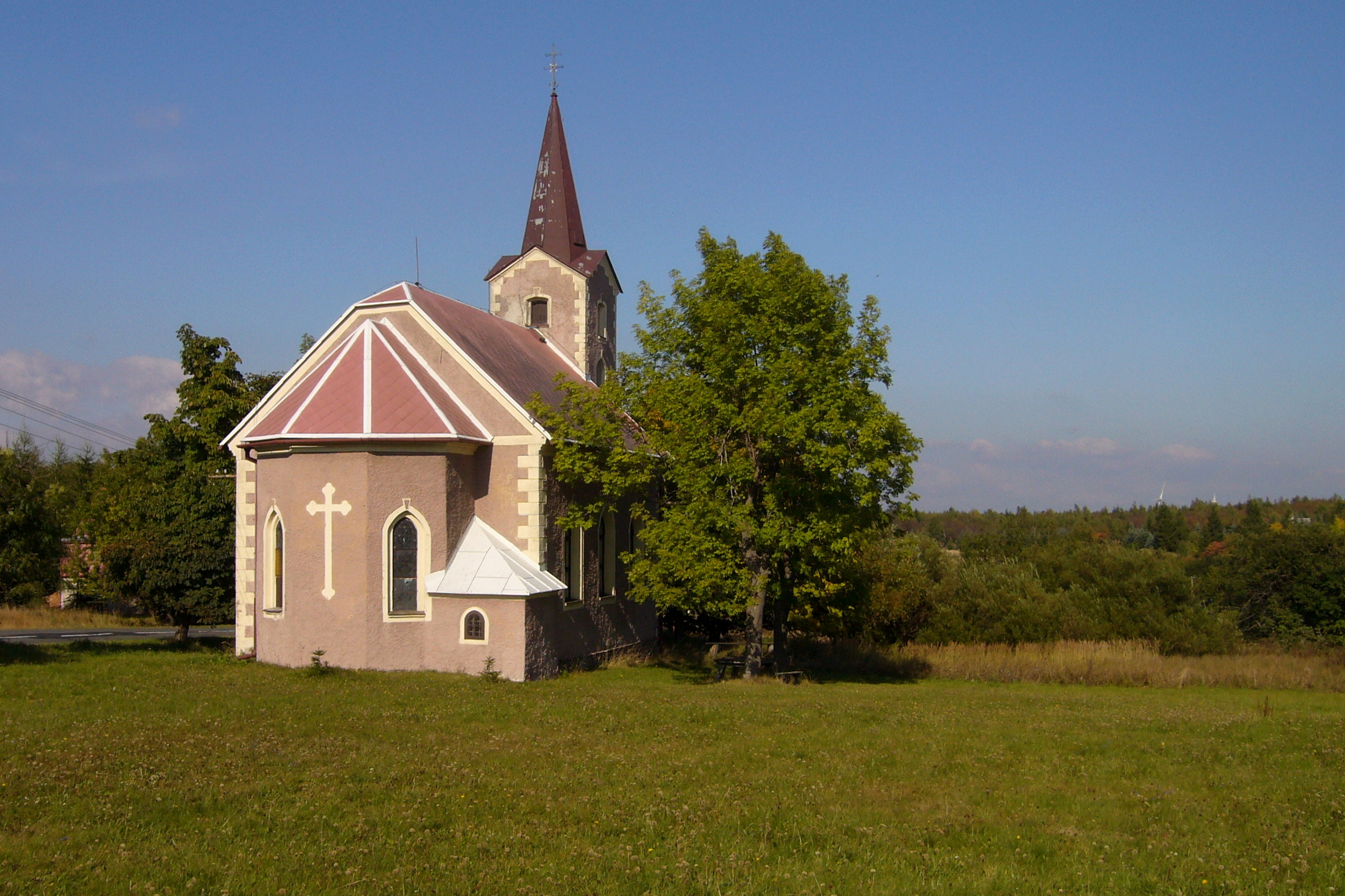
Kaple svaté Terezie

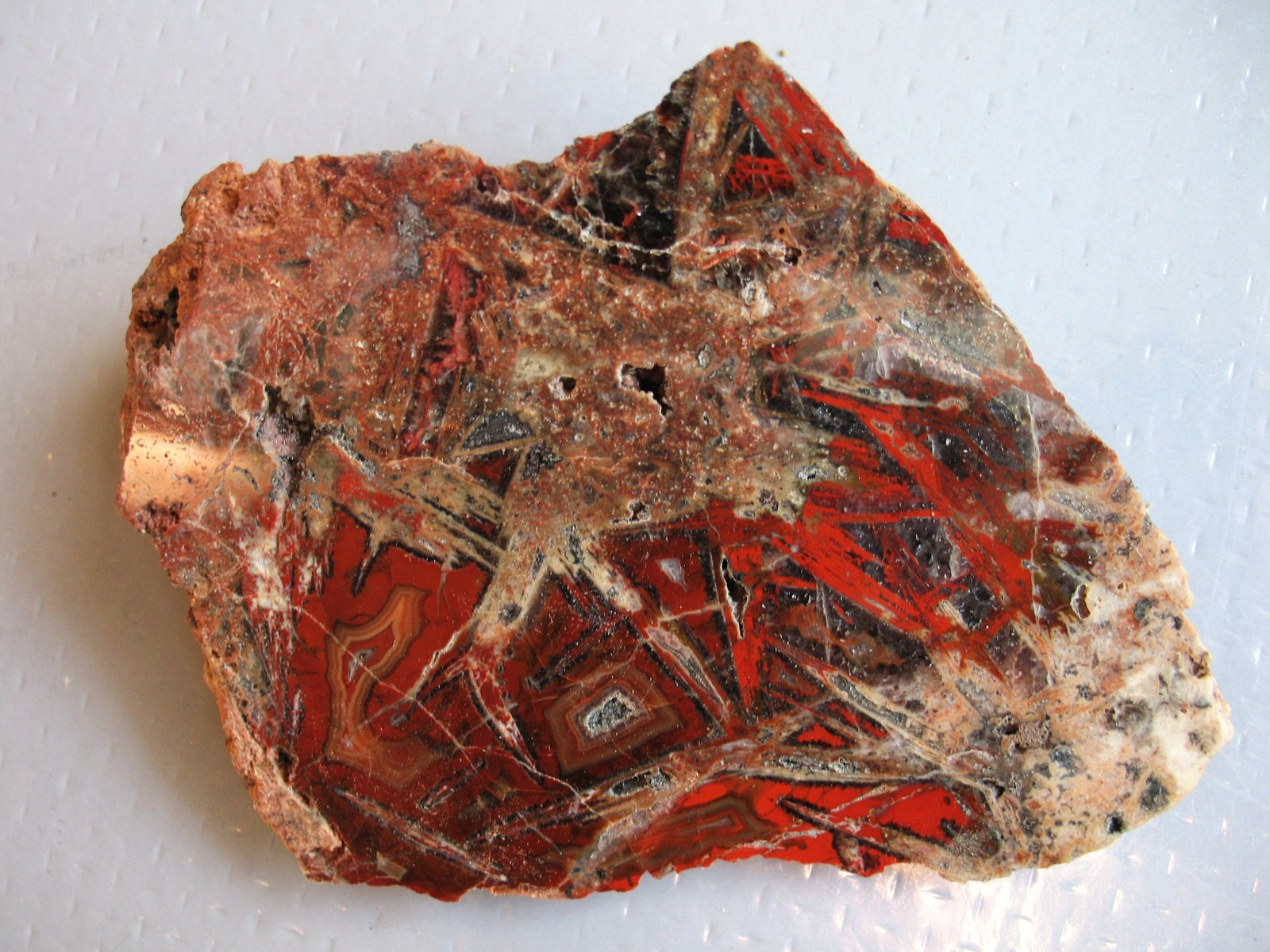
Achát z Horní Halže

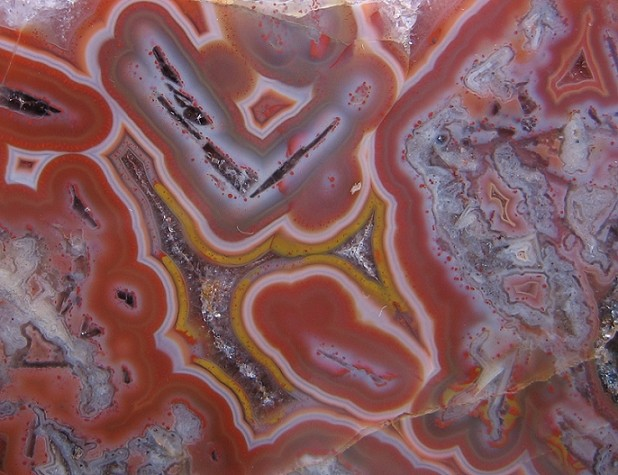
Typický vzorek achátu, tzv. „červená Halže“

První písemná zmínka o vesnici pochází z roku 1431, kdy si bratři Aleš a Vilém ze Šumburka rozdělili perštejnské panství. Halži získal Vilém, který si vybudoval nový hrad Šumburk. V roce 1449 zadlužené šumburské panství koupil Vilém z Ilburka a od něj Ondřej Kaufunk z Kaufunu a bratři Opl, Boz a Bernart Fictumové. Fictumové vyplatili všechny věřitele a Horní Halže zůstala součástí šumburského panství až do roku 1540, kdy si je Fictumové rozdělili na tři díly. Dva z nich koupili páni ze Šumburka, kteří svůj díl, včetně Horní Halže, roku 1559 prodali Petru Boryňovi ze Lhoty na Nezabylicích. Jeho dcera Markéta roku 1607 Halži prodala Kryštofovi z Fictumu, který ji připojil ke svému kláštereckému panství.
Kryštof z Fictumu patřil mezi vůdčí osobnosti stavovského povstání, za což byl po bitvě na Bílé hoře odsouzen ke ztrátě veškerého majetku. Poté se v držení vystřídalo několik majitelů, až ji spolu s Měděncem roku 1628 koupil Jindřich Šlik a připojil ji k nově zřízenému spojenému panství Horní hrad–Měděnec. Třicetiletá válka téměř zničila místní důlní podnikání. Podle berní ruly z roku 1654 ve vesnici žilo jen osm chalupníků, kteří chovali celkem devatenáct krav, jedenáct jalovic a devět koz. Živili se prací v zemědělství, chovem dobytka a vozili kámen nebo uhlí. Majitelé panství se po třicetileté válce střídali až do roku 1839, kdy je získala hraběnka Gabriela Buquoyová.
Vznik vesnice souvisel s dobýváním a zpracováním rud. Východně od vesnice se v dole tvořeném 550 metrů dlouhou štolou a dvěma šachtami těžil chalkopyrit. V osmnáctém a devatenáctém byly měděné rudy zjištěny již jen na haldách. V širším okolí se těžil krevel. Existovaly zde stovky malých šachet a rýh, kde se ruda těžila povrchově. Tyto malé doly se označovaly Geschiebfeld a pracovalo se v nich jen během léta. Větší doly se nacházely v několika skupinách ve směru od východu na západ.
Lokalitu Tautenberg zkoumaly štoly Dům rakouský a Buqoiská průzkumná štola a v letech 1824 až 1835 zde fungoval nerentabilní důl Josef. Na lokalitě Graukopf se v období 1799 až 1805 ve třicet metrů hlubokých šachtách Ondřej, Václav a František Xaverský vytěžilo 418 tun nekvalitního magnetitu. Třetí skupinou byly malé šachty v tzv. Selském lese, které těžily mělké ložisko magnetitu. Severovýchodně od vesnice se nacházela lokalita Rote Sudelheide s dolem Rotsudelzeche tvořeném štolou a několika šachtami. Těžil se v něm na krevel přeměněný magnetit a hlinité manganové rudy. Důl fungoval v letech 1799 až 1845 a produkoval až 200 tun ročně. Poslední skupinu tvoří pás dlouhý téměř dva kilometry, který se od předchozí lokality táhl směrem na západ. Většinou šlo o malé doly. Významnější byl jen zmíněný měděný důl, štola Kryštof dlouhá 195 metrů a štola Josef, ze kterých se mezi roky 1799–1805 těžilo okolo 60 tun krevele ročně.
Kromě dolování se v polovině šestnáctého století ve síranové huti zpracovával pyrit, chalkopyrit a pyrrhotin z měděneckých dolů. Vyráběla se v ní zelená skalice a na objednávku také modrá skalice. Roční produkce se pohybovala okolo 55 tun.
Vyčerpání ložisek nerostných surovin vedlo ke zchudnutí obyvatel. Vysoká nadmořská výška neposkytuje vhodné zemědělské podmínky, takže muži začali pracovat především v lesích při těžbě dřeva, zatímco ženy se věnovaly sběru lesních plodů a domácí výrobě krajek a prýmků. Přesto se počet obyvatel v devatenáctém století pohyboval okolo pěti set. Podle díla Johanna G. Sommera z roku 1847 vesnici tvořilo 72 domů s 515 obyvateli. Stála v ní škola postavená roku 1824.
Cestovní ruch se ve vsi začal rozvíjet již na počátku dvacátého století. Ubytování hostům nabízely až do roku 1945 čtyři hostince. Po druhé světové válce došlo k nucenému vysídlení původních obyvatel a vesnice se téměř vylidnila. Některé domy byly upraveny na rekreační chalupy a lidé si zde postavili množství chat.

## Geologie
V okolí Horní Halže byly rudní hematitové žíly dobývány již ve středověku. Stopy po dobývání mají podobu pinek a zavalených dobývek. Nacházejí se v lese na jižním kraji vesnice nebo na březích Malodolského potoka. V žilné výplni je možné nalézt hematit a různé odrůdy křemene (chalcedon, ametyst, citrín, morion, záhněda a acháty).

## Obyvatelstvo
Při sčítání lidu v roce 1921 zde žilo 465 obyvatel (z toho 227 mužů), kteří byli kromě jednoho cizince německé národnosti a všichni patřili k římskokatolické církvi. Podle sčítání lidu z roku 1930 měla vesnice 481 obyvatel: 475 Němců a šest cizinců. S výjimkou jednoho evangelíka a dvou lidí bez vyznání se hlásili k římskokatolické církvi.
| | 1869 | 1880 | 1890 | 1900 | 1910 | 1921 | 1930 | 1950 | 1961 | 1970 | 1980 | 1991 | 2001 | 2011 | 2021 |
| --- | ---- | ---- | ---- | ---- | ---- | ---- | ---- | ---- | ---- | ---- | ---- | ---- | ---- | ---- | ---- |
| Obyvatelé | 498  | 489  | 527  | 500  | 534  | 465  | 481  | 50   | 21   | 21   | 18   | 11   | 8    | 4    | 12   |
| Domy | 81   | 83   | 81   | 87   | 87   | 84   | 84   | 84   | —    | 10   | 7    | 12   | 13   | 13   | 13   |
| Počet obyvatel v roce 1950 zahrnuje i obyvatele Dolní Halže. Počet domů z roku 1961 je zahrnut v celkovém počtu domů obce Měděnec. |      |      |      |      |      |      |      |      |      |      |      |      |      |      |      |

## Obecní správa
Po zrušení poddanství se Horní Halže stala roku 1850 samostatnou obcí, a roku 1869 je uváděna jako část Měděnce v okrese Kadaň. Později se stala znovu obcí uváděnou v letech 1880 a 1890 v okrese Kadaň a v letech 1900–1930 v okrese Přísečnice. V té době k ní patřila Dolní Halže uváděná jako osada v letech 1880–1930. Od 14. února 1947 se Horní Halže stala opět částí Měděnce v okrese Karlovy Vary-okolí a od roku 1960 patří do okresu Chomutov.

## Pamětihodnosti
- Kostel svaté Terezie z roku 1902 – jednolodní stavba v novogotickém stylu s věžičkou a pětiboce uzavřeným presbytářem
- Pomník obětem první světové války